# Клейтън ле Удс
Клейтън ле Удс (на английски: Clayton-le-Woods) е село в Ланкашър, северозападна Англия. Населението му е около 14 500 души (2011).
Разположено е на 56 метра надморска височина в крайбрежната низина на Ланкашър, на 9 километра югоизточно от Престън и на 36 километра северозападно от центъра на Манчестър. Селището е заможно предградие на Манчестър.

## Известни личности
Родени в Клейтън ле Удс
- Леонора Карингтън (1917 – 2011), художничка